# Entropía de fusión
La entropía de fusión es el aumento de la entropía cuando se funde una sustancia. Esto casi siempre es positivo, ya que el grado de desorden aumenta en la transición de un sólido cristalino organizado a la estructura desorganizada de un líquido; la única excepción conocida es el helio. Se denota como {\displaystyle \Delta S_{\text{fus}}} y normalmente expresado en J mol−1 K−1
Un proceso natural como una transición de fase ocurrirá cuando el cambio asociado en la energía libre de Gibbs sea negativo. 
{\displaystyle \Delta G_{\text{fus}}=\Delta H_{\text{fus}}-T\times \Delta S_{\text{fus}}<0}, donde {\displaystyle \Delta H_{\text{fus}}} es la entalpía o calor de fusión.
Como se trata de una ecuación termodinámica, el símbolo T se refiere a la temperatura termodinámica absoluta, medida en Kelvin (K). 
El equilibrio ocurre cuando la temperatura es igual al punto de fusión {\displaystyle T=T_{f}} así que eso 
{\displaystyle \Delta G_{\text{fus}}=\Delta H_{\text{fus}}-T_{f}\times \Delta S_{\text{fus}}=0} ,
y la entropía de fusión es el calor de fusión dividido por el punto de fusión. 
{\displaystyle \Delta S_{\text{fus}}={\frac {\Delta H_{\text{fus}}}{T_{f}}}}
La entropía de fusión y la entalpía de fusión dependen de la ecuación Tm=ΔH/ΔS.
| Material             | Calor de fusión en kJ/mol | Entropía de fusión en J/(mol K) |
| -------------------- | ------------------------- | ------------------------------- |
| aluminio             | 10.7                      | 11.5                            |
| antimonio            | 19.8                      | 21:9                            |
| bismuto              | 11.5                      | 21:1                            |
| Plomo                | 4.85                      | 8.1                             |
| cadmio               | 6.2                       | 10.4                            |
| cromo                | 16.93                     | 7.8                             |
| planchar             | 15.0                      | 8.3                             |
| oro                  | 12.4                      | 9.3                             |
| grafito              | 201                       | aproximadamente 50.0            |
| potasio              | 2.5                       | 7.4                             |
| cobalto              | 17.2                      | 9.7                             |
| dióxido de carbono   | 7.9                       | 36.5                            |
| cobre                | 13.3                      | 9.8                             |
| magnesio             | 9.1                       | 9.9                             |
| manganeso            | 14.5                      | 9.5                             |
| sodio                | 2.6                       | 7.0                             |
| níquel               | 17.7                      | 10.2                            |
| platino              | 19.5                      | 9.6                             |
| mercurio             | 2.37                      | 10.1                            |
| oxígeno              | 0.2                       | 3.6                             |
| azufre (monoclínico) | 1.2                       | 3.1                             |
| plata                | 11.3                      | 9.2                             |
| silicio              | 50.66                     | 30.1                            |
| agua                 | 6.01                      | 22.0                            |
| hidrógeno            | 0.06                      | 4.3                             |
| tungsteno            | 35.2                      | 9.5                             |
| zinc                 | 7.4                       | 10.7                            |
| estaño               | 7.03                      | 13.9                            |

## Helio
El helio-3 tiene una entropía de fusión negativa a temperaturas inferiores a 0.3 K. El helio-4 también tiene una entropía de fusión muy levemente negativa por debajo de 0.8 K. Esto significa que, a presiones constantes apropiadas, estas sustancias se congelan con la adición de calor.